# Казино «Рояль» (фильм, 2006)
«Казино „Рояль“» (англ. Casino Royale) — двадцать первый фильм из серии фильмов про вымышленного агента 007 британской разведки Джеймса Бонда, основанный на самом первом романе Яна Флеминга «Казино „Рояль“».
Фильм является дебютом в роли суперагента британского актёра Дэниела Крейга и рассказывает о начальном этапе работы Бонда на службе английской разведки. Режиссёром фильма выступает Мартин Кэмпбелл, ранее уже участвовавший в серии как режиссёр фильма «Золотой глаз». Сценарий к фильму написан лауреатом премии «Оскар» Полом Хаггисом.
Фильм также является новым перезапуском франшизы о герое предыдущих фильмов.
Премьера картины состоялась в кинотеатре «Odeon Leicester Square» 14 ноября 2006 года. В основном, фильм получил положительные отзывы критиков, отмечавших игру Дэниэла Крейга, а также новый образ персонажа Бонда. Фильм собрал свыше 600 000 000 долларов в мировом прокате, став самой прибыльной картиной франшизы вплоть до выхода серии — «007: Координаты „Скайфолл“» в 2012 году.

## Сюжет
Фильм рассказывает об агенте 007 в тот момент, когда он ещё не получил от британской спецслужбы МИ-6 «лицензию на убийство». Это первые годы работы Бонда на службе Её Величества, однако уже сейчас он — настоящая угроза для преступного мира.
После двух успешных ликвидаций в Праге (были застрелены преступник Дриден, торгующий государственными секретами Великобритании, и его связной Фишер) Бонд становится агентом «007» и получает серьёзное задание — выйти на след одной организации, допросив террориста по имени Моллака, находящегося на острове Мадагаскар. Однако операция идёт не по плану, Моллака убегает, Бонд старается его догнать, завязывается драка на стройке, откуда Моллака бежит в посольство своей страны Намбуту, куда врывается Бонд. Избив посла, пытавшегося защитить скрывающегося, он берет Моллаку в заложники и почти выводит того из посольства, однако на выходе его обезоруживает охрана. Не имея возможности задержать преступника, Бонд убивает его и скрывается с его рюкзаком. Там он находит мобильный телефон, сообщения в котором вывели его на террориста Димитриоса, который находится на Багамских островах в Нассау. Бонд направляется туда и знакомится с женой Димитриоса, Соланж. От неё он узнаёт, что Димитриос улетает в Майами. Бонд отправляется за ним, но Димитриосу удаётся обнаружить слежку, он пытается убить Джеймса, но в результате погибает сам. Перед своей смертью Димитриос отправляет то же сообщение, что и получил Моллака когда-то, ещё одному человеку, который собирается взорвать новый авиалайнер. Но Бонд помешал этому.
МИ-6 выяснила, что Димитриос был связан с Лё Шиффром, крупным банкиром террористических группировок, который из-за предотвращённого Бондом теракта потерял 100 миллионов долларов на акциях авиакомпании. Чтобы «вернуть» деньги, он организовывает покерный турнир в знаменитом казино «Рояль», в Черногории. МИ-6 решает послать туда Бонда, как одного из лучших игроков в покер. Цель МИ-6 — не допустить выигрыша Лё Шиффра, поскольку в случае проигрыша он будет вынужден сотрудничать с МИ-6, чтобы избежать своей ответственности перед террористами. Деньги, благодаря которым Джеймс сможет попасть на турнир, предоставляет королевское казначейство, чьим представителем является загадочная Веспер Линд. В казино «Рояль» их встречает связной Рене Матис. В ходе игры Бонд «прочитывает» Лё Шиффра — в то время, когда он блефует, у него нервный тик. В одном из перерывов Бонд с помощью Матиса достаёт «жучок» и прикрепляет его к ингалятору Лё Шиффра. Выяснив с помощью «жучка» расположение номера Лё Шиффра, Джеймс отправляется туда и слышит в номере крики. Вместе с Веспер они подвергаются нападению двух вооруженных пистолетом и мачете угандийских повстанцев, которым задолжал деньги Лё Шиффр. Бонд в ходе драки убивает обоих.
В следующий раз 007, воспользовавшись своими наблюдениями за Лё Шиффром, идёт ва-банк, но тик оказывается ненастоящим, и Бонд проигрывает всё. Веспер Линд отказывается дать Бонду дополнительные 5 000 000, и тогда агент 007 пытается предпринять отчаянный шаг — убийство Лё Шиффра. Но Бонду оказывает помощь агент ЦРУ Феликс Лейтер, которого прислали с тем же заданием. Его игра идёт гораздо хуже, и он предлагает профинансировать дальнейшую игру британского коллеги, если в случае выигрыша Лё Шиффра заберет ЦРУ, Бонду же достанутся выигранные деньги. В одной из партий Бонд оказывается отравлен, но благодаря помощи сотрудников МИ-6 и вовремя подоспевшей Веспер Линд чудом избегает смерти, пережив остановку сердца.
В окончательной сессии покера Джеймс, докупив стрит-флэш ещё на терне (четвёртая карта на столе), имитирует очередной поиск блефа, и пользуясь случаем поднятия ставки оппонентами, повторно идет ва-банк, чем и выигрывает у всех игроков все деньги, сто двадцать миллионов долларов. Вместе с Веспер Линд Бонд отмечает победу в ресторане. Внезапно Веспер уходит, сказав, что получила сообщение от Матиса о том, что ЦРУ забрало Лё Шиффра. После её ухода Бонд догадывается, что Матис ведет двойную игру и отправляется за Веспер, но не успевает, и неизвестные насильно увозят её. Бонд преследует их на своём Астон Мартине, однако обнаруживает Веспер связанной посреди дороги и на полной скорости вылетает с трассы. Его захватывают приспешники Лё Шиффра, а сам Лё Шиффр вынимает микрочип из запястья Бонда и раскрывает имя предателя — это был Матис. Бонда и Линд увозят в неизвестное место, где Лё Шиффр пытает Бонда пытаясь узнать пароль от счёта, на котором находится выигрыш и поняв, что ничего от Бонда не добьется, собирается кастрировать его. Внезапно появляется киллер от некой Организации, который убивает Лё Шиффра из-за его обмана партнёров. После оказания медицинской помощи Бонд сдает Матиса агентам МИ-6, и объясняется в любви к Веспер Линд. Бонд решает прекратить убивать и договаривается с Веспер о путешествиях, пока кто-нибудь из них не найдёт достойной работы.
В Венеции, где двое отмечают свой медовый месяц, Бонд пишет письмо М, в котором просит её принять его отставку. В отеле, где они остановились с Бондом, Веспер получает сообщение и уходит, сказав, что ей нужно в банк. После её ухода Бонду звонит М и сообщает, что деньги, выигранные им в казино «Рояль», до сих пор не переведены на счёт правительства. Бонд звонит своему банкиру, и тот сообщает, что прямо сейчас его деньги снимаются со счёта на площади Сан-Марко. Бонд понимает, что Линд его обманула, и бросается за ней в погоню. В результате Веспер оказывается в заложниках у людей, которым она должна была передать деньги; их главарём оказывается некий человек по имени Геттлер. Они укрываются в старом доме, и Бонду, чтобы проникнуть внутрь, приходится прострелить понтоны, на которых держится здание. Дом начинает рушиться и тонуть, в суматохе Бонд проникает в здание и расправляется с людьми одноглазого. Понимая, что у неё нет шанса спастись, даже если Бонд вытащит её наружу, Веспер закрывает дверь лифта и вынимает из неё ключ. Она погибает, несмотря на отчаянные попытки Бонда спасти её.
М сообщает Бонду, что организация, стоящая за Лё Шиффром, похитила возлюбленного Веспер Линд и угрожала убить его, если она не станет двойным агентом. Вероятно, в ту ночь, когда она и Бонд были схвачены, Веспер заключила с организацией сделку — деньги в обмен на жизнь Джеймса Бонда — при этом понимая, что она сама не сможет спастись. Бонд сообщает, что возвращается на службу без промедления, однако после окончания разговора с М на телефон Линд приходит сообщение «Для Джеймса», в котором записан номер человека по имени мистер Уайт.
В поместье на озере Комо Уайт отвечает на телефонный звонок и слышит голос Бонда, который предлагает ему поговорить. «Кто это?» — спрашивает Уайт. Раздаётся выстрел — и Уайт падает, раненый в ногу. Он доползает до ступенек и видит агента 007 в строгом тёмном костюме с пистолетом-пулемётом, который говорит: «Меня зовут Бонд. Джеймс Бонд».

## В ролях
| Актёр              | Роль                         |
| ------------------ | ---------------------------- |
| Дэниел Крейг       | Джеймс Бонд                  |
| Ева Грин           | Веспер Линд                  |
| Мадс Миккельсен    | Лё Шиффр                     |
| Джуди Денч         | М                            |
| Джеффри Райт       | Феликс Лейтер                |
| Джанкарло Джаннини | Рене Матис                   |
| Исаак де Банколе   | Стивен Обанно повстанец      |
| Симон Абкарян      | Алекс Димитриос              |
| Йеспер Кристенсен  | мистер Уайт                  |
| Малкольм Синклер   | Дриден                       |
| Катерина Мурино    | Соланж жена Димитриоса       |
| Ивана Миличевич    | Валенька любовница Лё Шиффра |
| Себастьен Фукан    | Моллака                      |
| Тобайас Мензис     | Вильерс помощник М           |

| Актёр               | Роль                          |
| ------------------- | ----------------------------- |
| Людгер Пистор       | Мендель банкир                |
| Клаудио Сантамария  | Карлос террорист              |
| Рихард Заммель      | Адольф Геттлер убийца         |
| Клеменс Шик         | Кратт телохранитель Лё Шиффра |
| Джозеф Миллсон      | Картер агент МИ-6             |
| Бен Кук             | Уильмс агент МИ-6             |
| Дарвин Шоу          | Фишер контакт Дридена         |
| Том Чэдбон          | биржевой брокер               |
| Цай Чинь            | мадам Ву                      |
| Верушка фон Лендорф | графини фон Валленштейн       |
| Алессандра Амбросио | теннисистка                   |
| Кристина Коул       | секретарь клуба «Океан»       |
| Дайан Хартфорд      | игрок в карты                 |
| Эммануэль Авена     | Лео телохранитель Лё Шиффра   |
| Эйд                 | Инфант                        |
| Урбано Барберини    | Томелли                       |
| Чарли Леви Лерой    | Галлардо                      |
| Лазар Ристовски     | Каминовски                    |
| Том Со              | Фукуту                        |
| Дэниэл Андреас      | банкир                        |
| Карлос Леаль        | ориганизатор турнира          |
| Михаэль Оффей       | помощник Обанно               |

Британский предприниматель Ричард Брэнсон снялся в камео (в сцене обыска в аэропорту Майами) (в титрах не указан). Это камео было вырезано в версии, которая транслируется на рейсах British Airways, поскольку их конкурент, Virgin Atlantic, принадлежит Брэнсону. Продюсер фильма Майкл Г. Уилсон появился в камео начальника полиции. Режиссёр фильма Мартин Кэмпбелл исполнил камео работника аэропорта (в титрах не указан).

## История создания

### Запуск проекта
Первый роман Яна Флеминга о Джеймсе Бонде был экранизирован последним в официальной серии фильмов. Это связано с тем, что долгое время продюсеры не могли выкупить авторские права, но ряд событий, связанных со сменой владельцев, и намерение перезапуска франшизы способствовали этому.
Режиссёр 21-го фильма о похождениях супершпиона был определён сравнительно быстро: после некоторых слухов о том, что «у руля» проекта встанет сэр Шон Коннери, продюсеры сделали официальное заявление о Мартине Кэмпбелле как режиссёре-постановщике фильма. Выбор их обусловливался тем, что Кэмпбелл уже был постановщиком в сериале: в 1995 году он снял «Золотой глаз», успех которого позволил вдохнуть во франшизу новую жизнь. Целью «Казино Рояль» также была названа попытка «обновить сериал и образ Бонда», а равно привлечь новых зрителей. Бюджет картины по разным данным составил около 130 000 000 долларов США, что на 10 млн меньше бюджета предыдущего «Бонда», «Умри, но не сейчас».
Первоначальное заявление Мартина Кэмпбелла о том, что новый «Бонд» будет рассказывать о шпионе в его 28—32 года, породило массу публикаций в прессе о том, кто, вероятнее всего, займёт вакансию Джеймса Бонда. Объявление Дэниела Крейга тут же смешало карты, хотя к тому времени Крейг уже назывался в качестве одного из продюсерских фаворитов на роль. Мгновенно в массмедиа поднялась волна разъярённых отзывов фанатов Бондианы, которые заявляли, что Джеймса Бонда не может играть голубоглазый блондин Крейг. Затем последовала череда интернет-акций, когда были созданы несколько сайтов для сбора подписей против кандидатуры Дэниела Крейга, однако на местных форумах всё свелось к личным оскорблениям актёра и его внешнего вида, слишком «простецкого» на вкус фанатов, инициировавших протест.

### Кастинг

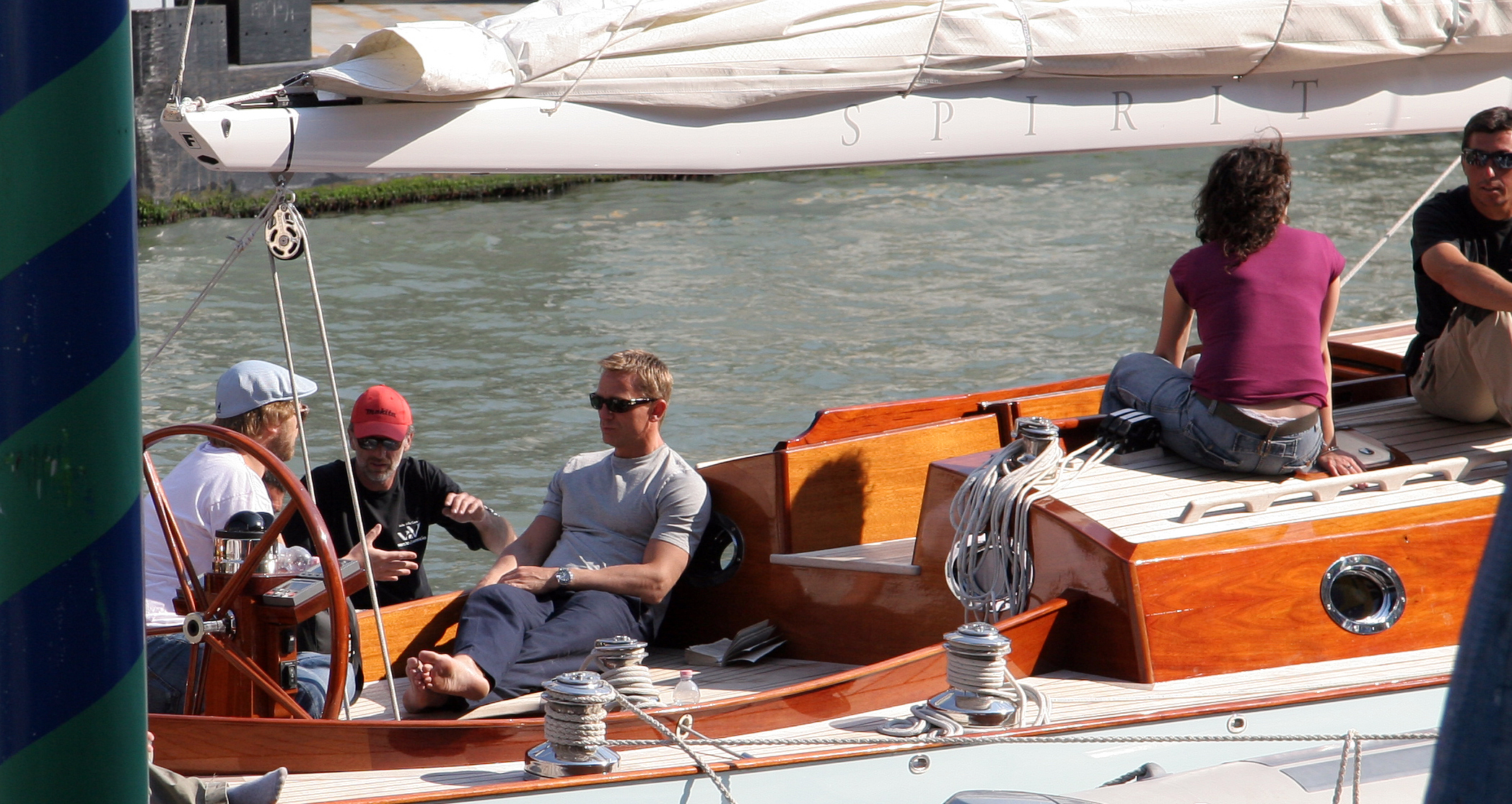
Дэниел Крейг во время съёмок фильма в Венеции

Наибольший интерес публики и средств массовой информации на этапе предпроизводства картины вызвал кастинг актёров на роль Джеймса Бонда и его женского антагониста — Веспер Линд. В течение конца 2004 — начала 2005 года в прессе циркулировало множество слухов о том, что актёр Пирс Броснан не вернётся к роли агента 007; слухи подогревались высказываниями самого Броснана и подтвердились начавшимися переговорами с рядом известных в той или иной степени актёров о съёмках в главной роли в планировавшемся фильме. Среди актёров, подтвердивших своё участие в пробах на роль Джеймса Бонда, были Джулиан Макмэхон, Горан Вишнич, Доминик Уэст, Генри Кавилл и другие; помимо этого, по некоторым сведениям, на роль приглашались более известные актёры, вроде Эрика Бана, Клайва Оуэна, Хью Джекмана. Уже назначенный режиссёром Мартин Кэмпбелл в сентябре 2005 года заявил, что у него есть список из 8—10 имён актёров, которых он хотел бы видеть в роли Бонда. В октябре того же года в прессе появились первые сообщения о том, что на роль Бонда утверждён Дэниел Крейг: имя Крейга впервые появилось как одно из возможных на роль агента 007 ещё в апреле 2005 года; официальное подтверждение того, что именно Крейг будет играть Бонда, появилось 14 октября 2005 года.
«Казино „Рояль“» стал одним из редких фильмов, съёмки которого начались без утверждённых актёров на роли двух главных героев — Веспер Линд и Ле Шиффра. Отсутствие у продюсеров актёров на роли главной Бонд-girl и главного злодея подогревало атмосферу общей неудачи, ожидающей фильм. В таблоидах начали циркулировать слухи о том, что на роль Веспер Линд претендовали Анджелина Джоли и Шарлиз Терон, но обе отклонили предложение. Назывались также имена Наоми Уоттс, Рэйчел Макадамс и некоторых других актрис. С наиболее высокой долей уверенности назывались в качестве будущей Веспер две актрисы — Роуз Бирн и Тэнди Ньютон, а также француженка Одри Тоту, однако последняя была отвергнута самими продюсерами из-за её участия в другом большом блокбастере 2006 года — «Коде Да Винчи». Все спекуляции были прекращены 16 февраля 2006 года, когда в качестве самой роковой для агента 007 Бонд-girl была утверждена француженка Ева Грин, прославившаяся своим сверхоткровенным дебютом в скандальных «Мечтателях» Бертолуччи и уже имевшая опыт съёмок в голливудском большом кино (за год до этого снялась у Ридли Скотта в «Царстве небесном»).

### Съёмки
Съёмки начались 3 января 2006 года и завершились 20 июля 2006 года. Фильм в основном снимался на студии Barrandov в Праге, а дополнительные съёмки проводились на Багамских островах, в Италии и Великобритании. Eon Productions столкнулась с проблемами при поиске мест для съёмок в Южной Африке. В сентябре 2005 года Мартин Кэмпбелл и оператор-постановщик Фил Мехе занимались исследованием Острова Парадайз на Багамах как возможного места съёмок фильма. 6 октября 2005 года Мартин Кэмпбелл подтвердил, что Казино Рояль будет сниматься на Багамах и в Италии. В дополнение к обширным съёмкам на местности, студийная работа, включая хореографию и практику координации трюков, проводилась в Barrandov Studios в Праге и в Pinewood Studios, где в фильме использовались несколько сцен. После Праги производство переместилось на Багамы.
Съёмочная группа вернулась в Чешскую Республику в апреле 2006 года и продолжила там съёмки в Праге, Плане и Локете, а затем завершила съёмки в городе Карловы Вары в мае. Основным местом действия в Италии была Венеция, где происходит большая часть концовки фильма. Остальные сцены второй половины фильма были сняты в конце мая — начале июня на вилле Бальбьянелло на берегу озера Комо.

### Визуальные эффекты
Создавая титры для фильма, графический дизайнер Дэниел Клейнман был вдохновлен обложкой первого британского издания Казино Рояль 1953 года, на котором изображен оригинальный дизайн игральной карты Яна Флеминга, обрамленной восемью красными сердечками с капающей кровью. Создавая теневые изображения эпизода, Клейнман оцифровал кадры Крейга и каскадеров фильма с помощью системы визуальных эффектов Inferno на Framestore CFC.
Силуэты актёров были включены в более чем 20 сцен с цифровой анимацией, изображающих замысловатые и новаторские узоры карт. Кляйнман решил не использовать женские силуэты, которые обычно можно увидеть в эпизодах названия Бонда, поскольку женщины не соответствовали ни духу фильма, ни сюжетной линии после влюбленности Бонда.

### Музыка
Саундтрек с музыкой, изданной лейблом «Sony Classical», поступил в продажу 14 ноября 2006 года. Композитором выступил Дэвид Арнольд, написавший музыку уже для четвёртого фильма серии. Николас Додд руководил оркестром при записи альбома. 26 июля 2006 года продюсеры Майкл Дж. Уилсон и Барбара Брокколи объявили, что музыкант Крис Корнелл, бывший участник групп Soundgarden и Audioslave, написал и исполнил заглавную песню под названием «You Know My Name», что переводится как «Ты знаешь моё имя». Главная музыкальная тема песни является мотивом, который повторяется на протяжении всего фильма и перекликается с главной темой фильмов о Джеймсе Бонде, но является интерпретацией, отражающей неопытность Бонда, как агента. Самая главная тема появляется лишь в финальных титрах, символизируя «взросление» Бонда.

## Релиз

### Кассовые сборы
В мировом прокате фильм собрал 616 502 912 долларов. Картина стала четвёртой самой прибыльной по итогам 2006 года, а также была самой прибыльной во всей франшизе о Джеймсе Бонде до выхода картины «007: Координаты „Скайфолл“» в ноябре 2012 года.
Великобритания и Ирландия
В премьерный день фильм поставил рекорд, собрав 1,7 миллионов фунтов стерлингов и 13 370 969 фунтов за первые выходные.
К концу проката фильм собрал 55,4 миллиона фунтов, став самым успешным в Великобритании по итогам года, а также десятым из числа самых кассовых фильмов страны за всю историю проката на момент 2011 года.
США и Канада
В день премьеры фильм собрал 14 741 135 долларов и 40 833 156 — в первые выходные, став второй картиной по сборам после мультфильма «Делай ноги» с результатом 41,5 млн долларов. Несмотря на то, что фильм шёл в меньшем количестве кинотеатров — разница составила 370 залов — средний показатель нового фильма Бондианы — 11 890 долларов на зал — был лучше, чем у мультфильма — 10 918 на зал.
В итоге картина собрала в США 167 445 960 долларов, став десятой в ряду самых кассовых картин серии в США, до выхода «Кванта милосердия», собравшего 168,4 млн долларов.
Другие страны
18 ноября 2006 года фильм стартовал с первой строчки бокс-офиса в 27 странах мира, с кассовыми сборами за первые выходные величиной 43 407 886 долларов (сюда не включена касса США, Канады и Великобритании).
Фильм побил рекорды в Индии, собрав 3 386 987 долларов и став самым кассовым иностранным фильмом всех времён.
Картина продержалась в десятке лидером по всему миру первые четыре недели проката.

### Критика
Фильм «Казино „Рояль“» вышел на мировые экраны в середине ноября 2006 года с успехом, который сложно было прогнозировать. После волны негативных отзывов в адрес Дэниела Крейга, критики в адрес создателей фильма за их попытку «обновления» героя в течение всего 2006 года в ноябре практически все СМИ изменили свою точку зрения и высказали восторг по поводу нового фильма про Джеймса Бонда. Некоторые британские газеты, в течение всего года выпускавшие передовицы с оскорбительными для Крейга заголовками, теперь восхищались его прочтением роли и физической формой. Кинокритики по обе стороны океана практически единогласно выразились в пользу Дэниела Крейга как идеального кандидата на роль, а сам фильм удостоился 94 % хвалебных рецензий на влиятельном сайте rottentomatoes.com.

### Реакция прежних исполнителей
Звезда британского кино сэр Шон Коннери заявил, что поддерживает кандидатуру Дэниела Крейга на роль Джеймса Бонда в очередном фильме «бондианы». Бывший «агент 007» Пирс Броснан назвал своего преемника Дэниела Крейга лучшим Джеймсом Бондом за всю историю кино-франшизы. После того, как Шон Коннери и Пирс Броснан одобрили кандидатуру Крейга, Роджер Мур и Тимоти Далтон также заявили о том, что Крейг после них — отличная замена.

### Цензура
Для проката в таких странах, как Великобритания, Германия и США, картина подверглась изменениям, уменьшающим жестокость отдельных сцен. Так «Британский Совет Классификации Кино» присвоил фильму рейтинг «Детям до 12» за садизм Ле Шиффра и реакцию Бонда в сцене пыток. В США две боевых сцены пришлось урезать, чтобы получить рейтинг «Детям до 13»: сцена сражения Бонда и изменника МИ-6, контактного агента Фишера, и сцена драки Бонда и Обанно на лестнице в казино. В Германии была заменена альтернативным кадром сцена в аэропорту, когда террорист, пытавшийся установить бомбу, ломает шею мужчине. Китайская версия также была сокращена в сценах пыток и драки на лестнице, а также в сценах, когда Бонд промывает свои раны в отеле и на лодке. Полные нецензурированные версии фильма были выпущены на DVD и Blu-Ray в Австралии, Германии, Франции, Гонконге, Японии, Европе и на позднем издании фильма в Великобритании с рейтингом «Детям до 15».

### Признание
Фильм появился во многих списках лучших картин 2006 года:
- 1 место: Оуэн Глиберман из Entertainment Weekly
- 3 место: по мнению авторов журнала Empire
- 3 место: Марк Моа из The Oregonian
- 3 место: Стэфани Зачарек с ресурса Salon.com
- 3 место: Уилльям Арнольд из Seattle Post-Intelligencer
- 7 место: Джек Мэттьюз из New York Daily News
- 8 место: Джеймс Берардинелли из ReelViews
- 8 место: Диссон Томпсон из The Washington Post
- 8 место: Майкл Филлипс из Chicago Tribune
- 9 место: Эндрю Саррис из The New York Observer
- 9 место: Стивен Хантер из The Washington Post
- 10 место: Майкл Уилмингтон из Chicago Tribune
- 10 место: Майк Рассел

### Награды
В 2006 году «British Academy Of Film & Television Arts» (BAFTA) вручила фильму премию в категории «Лучший звук» (Крису Манро, Эдди Джозефу, Майку Прествуду Смиту, Мартину Кантвеллу и Марку Тейлору), а также премию «Orange Rising Star Award» Еве Грин. Также картина была номинирована в следующих категориях: «Лучший сценарий» (Нила Пурвиса, Роберта Уэйда и Пола Хаггиса); «Лучший Британский фильм года» (премия имени Александера Корды); «Лучшая музыка» (премия имени Энтони Аскита Дэвиду Арнольду); «Лучшая операторская работа» (Филу Мейхью); «Лучший монтаж» (Стюарту Бэйрду); «Лучший дизайн» (Питеру Ламонту и Саймону Уэйкфилду); «За достижения в работе с визуальными эффектами» (Стиву Беггу, Крису Кобульду, Джону Полу Докерти и Дитчу Дою), а также за «Лучшую мужскую роль» (Дэниэлу Крейгу) — Крейг стал первым актёром, номинированным на премию «BAFTA» за исполнение роли Джеймса Бонда. Также Крейг получил премию «Evening Standard British Film Award» за «Лучшую мужскую роль».
Картина также получила премию «Production Design Award» от «Art Directors Guild» за достижения, а певец Крис Корнелл выиграл премию «International Press Academy Satellite Award» в номинации «Лучшая оригинальная песня» за «You Know My Name». Фильм также получил пять номинаций на премию «Спутник»: «Лучший актёр» (Дэниэл Крейг), «Лучшая актриса второго плана» (Ева Грин), «Лучший сценарий» (Нил Пурвис, Роберт Уэйд и Пол Хаггис) и «Лучшая музыка» (Дэвид Арнольд). В 2006 году «Golden Tomato Awards» назвал фильм «Лучшим релизом года». Также картина получила множество номинаций на международных фестивалях и премиях за сценарий, монтаж, визуальные эффекты и дизайн.
В 2007 году премия «Спутник» назвала фильм «Лучшим приключенческим фильмом/триллером» 2006 года.
Также несколько членов съёмочной группы получили премию «Taurus World Stunt Awards» в 2007 году: победителями стали Гарри Пауэлл «За лучшую постановку трюков» и Бен Кук, Кай Мартин, Марвин Стюарт-Кэмпбелл и Адам Кирли за «Первоклассную работу».

## Продукция

### Выход на видео
13 марта 2007 года картина вышла на DVD, UMD и Blu-Ray в США. В Великобритании фильм издали на DVD и Blu-Ray 16 марта 2007 года. Продажи были рекордными: на данный момент фильм считается самой продаваемой картиной на Blu-Ray в первом регионе — было продано больше 100 тысяч копий с даты релиза. DVD второго региона назван «самым быстро продаваемым» за первую неделю продаж. Также в Великобритании продано более 1 622 852 копий начиная с 19 марта 2007 года. Blu-Ray-копия фильма тиражом 500 тысяч была также выдана владельцам игровой приставки PlayStation 3, подписавшимся на сервис PlayStation Network. Кроме фильма, DVD включало в себя музыкальный клип «You Know My Name» и 3 документальных фильма о создании картины: о кастинге Дэниэла Крейга и проработке новой версии персонажа; о разных аспектах съёмок картины; и о девушках Бонда из разных фильмов франшизы, включая интервью с актёрами «Казино „Рояль“».
31 октября 2008 года в Великобритании вышло 3-дисковое издание фильма, за неделю до выхода в английских кинотеатрах фильма-сиквела «Квант милосердия». Коллекционное издание включало прежние бонусы, а также подборку новых дополнительных материалов: аудиокомментарии создателей, удалённые сцены, короткометражные фильмы о создании и сравнение набросков сцен с отснятым материалом. Двухдисковое издание Blu-Ray также было выпущено в конце 2008 года, где, кроме прежних бонусов, были доступны новые с помощью технологии BD-Live. Кроме того, звуковая дорожка 5.1 PCM была заменена на версию 5.1 Dolby TrueHD.

### Компьютерная игра
Первоначально планировалось, что по мотивам картины будет выпущена компьютерная игра, роль Бонда в которой озвучил бы Дэниэл Крейг, чья внешность использовалась бы для создания внешнего облика героя. Игра должна была выйти на игровых платформах PlayStation 3 и Xbox 360. Проект был закончен на 15 %, когда стало понятно, что разработчик — компания «Electronic Arts» — не успеет закончить игру к входу в прокат фильма в ноябре 2006 года. Позже в сети появились скриншоты из сцены в Венеции.
Несмотря на это, сюжет фильма был использован в выпущенной в ноябре 2008 года игре по мотивам сиквела фильма, картины «Квант милосердия» — «James Bond 007: Quantum of Solace». Хотя официально игра является адаптацией нового фильма, по сюжету, оказавшись с героиней Ольги Куриленко в пещере, Бонд вспоминает события, которые привели к данным обстоятельствам — значительная часть игрового процесса «Кванта» посвящена событиям первого фильма.